# Dialetto spezzino
Il dialetto spezzino (nome nativo dialèto spezin /speˈziŋ/) è la varietà ligure parlata nella zona urbana della Spezia. Presso alcune frazioni del territorio comunale, come Marola, Cadimare sono parlate varietà proprie: il marolino e il cadamoto, tuttavia le differenze tra le parlate sono minimamente percettibili (a tali varianti sono assimilabili anche i dialetti di Fezzano e delle Grazie; diverso discorso per il dialetto di Portovenere di matrice decisamente più genovese). Nella zona di Pitelli, Pagliari, San Bartolomeo e Muggiano, invece, si registra un dialetto di tipo arcolano (Arcola). Inoltre nei quartieri più orientali (Favaro, La Pieve, Limone, Melara) si nota un'influenza nella parlate da parte dei dialetti limitrofi. Nella zona del Termo e delle Pianazze invece si parla prevalentemente una variante di tipo arcolano.
I borghi di Biassa e Campiglia hanno un dialetto proprio con caratteristiche abbastanza diverse dallo spezzino urbano.
     Dialetto genovese
     Transizione tra spezzino e genovese
     Dialetto spezzino
     Dialetti liguri orientali, parzialmente influenzati dal lunigianese
     Dialetti di transizione tra il ligure e il lunigianese

Lingua ligure: il confine orientale. Dettaglio dei dialetti parlati in Provincia della Spezia e delle zone di transizione.
Dialetto genovese
Transizione tra spezzino e genovese
Dialetto spezzino
Dialetti liguri orientali, parzialmente influenzati dal lunigianese
Dialetti di transizione tra il ligure e il lunigianese

Pur distinguendosi sia dal genovese che dai dialetti della limitrofa Lunigiana, ha comunque importanti punti di contatto con entrambi. Particolare per la sua cantilena, e per una propria fonologia, che risente dell'influenza toscana ed emiliana. Numerose sono le varianti fonetiche, essenzialmente riconducibili alle zone geografiche distinte del territorio: il dialetto risente fortemente delle influenze genovesi sulla riviera e nella parte alta della Val di Vara, a Sarzana e alla Spezia digrada nel tipo lunigianese, e si caratterizza per tratti comuni condivisi soprattutto con l'emiliano, mentre è intriso di toscanismi nella bassa Val di Magra.
Un recente studio dell'Accademia Lunigianese di Scienze Giovanni Capellini ha evidenziato la matrice quasi esclusivamente lunigianese del dialetto spezzino.
Sono numerose le parole di origine straniera: soprattutto dal francese, dallo spagnolo, dal portoghese.

## Diffusione
L'area del dialetto spezzino comprende gran parte dell'area urbana della città e del suo territorio comunale (ad esclusione della frazione di Pitelli, che ha un proprio dialetto fortemente influenzato dalla parlata di Arcola) e i comuni del settore interno del golfo della Spezia, dove presenta significative, ma non essenziali, varianti di tipo fonetico e lessicale (i dialetti da Marola fino a Portovenere sono infatti più influenzati dal genovese).
Considerando invece l'intero territorio della provincia della Spezia si nota come lo spezzino lasci spazio gradualmente a varianti specifiche da comune a comune e talvolta anche da frazione a frazione.
Nelle parti più esterne della provincia i dialetti non appartengono più alla tipologia dello spezzino, ma rientrano o in quella genovese (ad esempio il "genovese" parlato a Deiva Marina, Varese Ligure, Maissana e Carro) o addirittura si collocano ai margini della dialettologia ligure, assumendo caratteri sintattici e ortofonetici che li avvicinano ai dialetti emiliani; tra queste parlate, che vanno cioè a raccordarsi con quelle dell'area apuano-lunigianese,  si possono citare quelle di Luni, Sarzana, Santo Stefano Magra e Bolano che, seppure diverse tra loro, presentano sia influenze lessicali liguri e emiliane, sia un forte sostrato fonetico e grammaticale di tipo apuano e lunigianese; conformemente alla sua posizione di "cerniera" tra la Val di Magra e il Golfo.
Il dialetto di Castelnuovo Magra costituisce l'unica isola linguistica di fondo ligure ad est del fiume Magra. Dal punto di vista lessicale, esso presenta sia influssi tipici della Bassa Val di Magra, sia termini riscontrabili direttamente nel genovese. Tuttavia, considerando numerose ragioni di carattere fonetico, il castelnovese si può classificare come dialetto di fondo ligure.
Il dialetto di Vezzano Ligure si pone in posizione intermedia tra il dialetto spezzino e quelli lunigianesi. Infatti l'area anticamente, assieme all'attuale provincia di Massa-Carrara costituiva il territorio degli apuani (fino a Bonassola), e per tanto la maggior parte della provincia di Spezia un tempo ha fatto parte della Lunigiana storica, cui in seguito si è allontanata, con l'annessione allo stato genovese. Dialetto della lingua genovese il lericino, da cui prende praticamente tutta la terminologia e la grammatica; la "cantilena" ligure lericina è molto accentuata.
Va infine citata anche l'area che dalle Cinque Terre giunge a Levanto e Bonassola, nella quale le parlate locali presentano alcune affinità con quelle dell'area del Tigullio orientale (e quindi con quelle di tipo "genovesizzante" parlate a Lavagna e Chiavari) ma presentano elementi conservativi non solamente genovesi dal punto di vista lessicale e fonetico (p. es. levantese e bonassolese veciu, spezzino vecio, genovese vegio pronunciato vegiu). Caratteristiche simili a quest'area ha pure la  Val di Vara in cui si osserva un sempre maggior stadio di "genovesizzazione" a mano a mano che si risale il fiume.
Per via della notevole immigrazione tra fine Ottocento e inizio Novecento e dell'insegnamento nel dopoguerra dell'italiano con metodi che di fatto mortificavano il dialetto, oggi lo spezzino è parlato pochissimo. Sopravvivono in modo diffuso solo alcune espressioni di uso quotidiano.
Scriveva Ubaldo Mazzini già nel 1889: "[...] in pochi anni la popolazione della Spezia si è più che triplicata per elementi nuovi venuti da ogni parte d'Italia, tal che si è fatta una confusione di linguaggio incredibile, e il dialetto antico va man mano modificandosi, finché un giorno si perderà del tutto."
Negli anni che seguirono il faticoso periodo della ricostruzione, quando Spezia poté dedicarsi nuovamente allo studio e alla divulgazione del proprio dialetto, affinché non andasse perduta una tradizione radicata e sentita, furono organizzati concorsi e premi letterari di poesia in vernacolo, denominati "Béla Speza" o "Vécia Speza" che, con la costante presenza di illustri cittadini, quali Augusto Ambrosi, Ferruccio Battolini, Franco Marmori, Bruno Ferdeghini, e molti altri, rivestirono un grande significato socio-culturale, grazie alla tenace ed infaticabile opera di Eugenio Giovando e del suo inseparabile collaboratore, il colto studioso Piergiorgio Cavallini. Tra i poeti dialettali che parteciparono a questi concorsi di poesia in vernacolo possiamo qui ricordare Tino Barsotti, Livio Sisti, Maria Trenta, Sergio Rezzaghi, Teofilo di Rosa, Alberto Vaccarezza e Amedeo Ricco, filologo attento ed ultimo grande classico della poesia dialettale spezzina, vincitore di uno tra i primi prestigiosi concorsi sul tema "Dàa Fòze".

## Caratteristiche principali
Il nesso italiano "bi" (BL in latino) corrisponde spesso, ma non sempre, in spezzino a "gi" come in gianco (bianco). A sua volta il nesso "bb" talvolta corrisponde a "gi" come in gàgia (gabbia).
Il nesso "pi" (PL in latino) diventa spesso "c" dolce, come in cian (piano), cén (pieno), ciü (più) o ciassa (piazza). 
I nessi "ghi", "gli" e "chi" divengono rispettivamente "gi" e "ci" come in giasso (ghiaccio), magéta (maglietta), ciàve (chiave). Nel caso del suono "schi" si usa la forma "sc-c" presente in diversi dialetti del settentrione: sc-ciopàe (schioppare, scoppiare), mesc-ciae (mischiare), masc-cio (maschio). 
In particolare queste caratteristiche sono comuni a molti dialetti liguri.
Il suono "uò" è spesso mutato in "è", come in nèvo (nuovo), èvo (uovo). Talvolta anche il suono "ò" preso singolarmente come èio (olio), nève (nove). Questo fenomeno è presente inoltre nei dialetti di Lerici, Tellaro, Montemarcello, San Benedetto e lungo tutta la costa occidentale fino a Portovenere compreso (nei borghi di Biassa e Campiglia invece si ha il suono œ tipico del genovese).
Solito fenomeno si verifica per la "c" palatale intervocalica, come in nose (noce), e la "z" sonora, come in "sìo" (zio), o zèo (zero).
NOTA: come in molti dialetti liguri la Z scritta si pronuncia come una S sonora, per cui è equivalente la scrittura dell'una piuttosto che dell'altra. 
Assibilazione della "c" palatale (o dolce) in "s" sorda quando si trova all'inizio delle parole davanti alle vocali "e" o "i" o quando compresa nel nesso "nc", per esempio: sénto (cento), singhiale (cinghiale), comensae (cominciare), lansae (lanciare).
Solito fenomeno di assibilazione si ha per la "g" palatale, doppia o singola, che viene spesso tramutata in "s" sonora (S di casa) come in parchezo (parcheggio), ormezo (ormeggio), siéza (ciliegia), cusìna (cugina), zìo (giro), zenzìva (gengiva) (notare come la "I" venga "inglobata" nel suono S/Z stesso quando non è vocale tonica).
La "r" cade quando compresa tra due vocali come in amoe (amore) o in Caràa (Carrara); presenta inoltre il fenomeno della metatesi come in drento (dentro) o in presempio (per esempio), straportae (trasportae), stranüdo (starnuto). Simile il discorso per la "l" che spesso cade tra vocali come in aa (ala). 
Si evidenzia inoltre il fatto che molte parole terminanti in -"ale" tramutano anche la "e" finale in "o": mao (male), canào (canale), spedào (ospedale) (ciò è dovuto probabilmente al fatto che nei dialetti limitrofi di matrice lunigianese, come ad esempio accade nel sarzanese, questi termini terminano in -o/u, canalu, malu etc..).
Il solito fenomeno accade anche per i termini in che finiscono in "-ere" (come molti mestieri) che oltre che elidere la "r" intervocalica sostituiscono la "e" finale con la "o": barbéo (barbiere), carobinéo (carabiniere), canbeéo (cameriere), mestéo (mestiere).
Altro fenomeno, comune a molti dialetti settentrionali, è il troncamento delle parole terminanti in "-ne", "-no": can (cane), man (mano), vesìn (vicino), gatìn (gattino), ma non in àno (anno).
La doppia "m" dell'italiano corrisponde in spezzino a "nm", come in enmaginae (immaginare) o, più raramente, a "rm" come in armiralio (ammiraglio).
I nessi "mb" e "mp" corrispondono a "nb" e "np", come in canpana (campana).
Frequente sostituzione della "i" con la "e" ": repète (ripetere), fenìe (finire), desmentegàsse (dimenticarsi), mòrvedo (morbido).
I nessi formati da 'vocale + L' sono frequentemente tramutati in 'vocale + R' come in arba (alba), merma (melma). Il nesso 'AL + C, D, T, Z' invece diventa 'AÖ' (la pronuncia della Ö molto chiusa, come una U) come in caödo (caldo), aöto (alto), caössa (calza) (la Z /ts/ diventa inoltre S in questo caso, come già illustrato prima).
Vi è spesso la sonorizzazione delle consonanti sorde intervocaliche "c" (suono K), "p", e "t": amigo (amico), figo (fico), savoe (sapore), tévedo (tiepido), mangiada (mangiata), montada (salita), sortida (uscita), tocadìna (toccatina).
I termini indicati unità di misura e tempo sono tronchi: giornà (giornata), caretà (unità contenuta in un carro, lett. carrettata).
Quest'ultimo fenomeno accade anche per i nomi indicanti colpi inferti con oggetti come in cotelà (coltellata), bastonà (bastonata), e per molte parole derivanti dai participi (come spesso accade agli aggettivi): condanà (condannato), passà (passato), edücà (educato), fenì (finito). 
Assenza del suono "sci", "sce" sostituito invece da "s" sorda: semo (scemo), pésso (pesce) (tranne in pochissimi termini come scena, mosciame).
La "i" adiacente ad un'altra vocale, quando non è vocale tonica, è spesso elisa: masèa (maceria), penséo (pensiero), enséme (insieme).

## Confronto con l'italiano, il francese e il ligure genovese
| Italiano                      | Francese                              | Ligure (Spezzino)               | Ligure (Genovese)                 |
| ----------------------------- | ------------------------------------- | ------------------------------- | --------------------------------- |
| Bambino/Ragazzo               | Enfant                                | Fante (figio)                   | Figgêu                            |
| Bambina/Ragazza               | Fille                                 | Fantèla (figia)                 | Fìggia                            |
| Madre                         | Mère                                  | Mae                             | Moæ                               |
| Padre                         | Père                                  | Pae                             | Poæ                               |
| Fratello                      | Frère                                 | Frè                             | Fræ                               |
| Sorella                       | Sœur                                  | Soèla                           | Sêu                               |
| Lavorare                      | Travailler                            | Travagiae                       | Travagiâ                          |
| Mela                          | Pomme                                 | Pomo                            | Méi/Pommo                         |
| Carciofo                      | Artichaut                             | Articiòco                       | Articiòcca                        |
| Branzino (nord) Spigola (sud) | Loup de mer (lett. lupo di mare)      | Lovasso (lett. lupaccio)        | Loasso                            |
| Muscoli (nord) Cozze (sud)    | Moules                                | Muscoli                         | Móscolo                           |
| Aperto                        | Ouvert                                | Avèrto                          | Avèrto                            |
| Lucertola                     | Lézard                                | Léssoa                          | Grîgoa                            |
| Pipistrello                   | Chauve-souris (lett. topo senza peli) | Rato penüo (lett. topo pennuto) | Ràtto penûgo (lett. topo pennuto) |
| Guida, rotaia                 | Coulisse                              | Colìssa                         | Colìssa                           |
| Liquirizia                    | Réglisse                              | Recanisso                       | Regolìçia/Recanìsso               |

Nota: in genovese le O/Ó vengono pronunciate come U e il dittongo Æ si pronuncia È.

## Ortografia e pronuncia
L'ortografia dello spezzino non è mai stata ufficialmente determinata e possono esserci variazioni a seconda del periodo, a seconda dell'autore e della zona del Golfo. La tradizione ci lascia comunque dei punti di riferimento.
ln spezzino le consonanti sono sempre scempie (non si usano le doppie), unica eccezione: la "s", che appare scritta in parole come assassin (assassino), nissèe (nocciole), colisse (rotaie), per sottolineare la pronuncia sibilante. 
Mancano del tutto i suoni della "z" aspra (o sorda) e della "z" sonora (o dolce). Al posto della prima si usa la "s" sorda di "Sole"; ad es. pasiensa per "pazienza", esistensa per "esistenza". Invece al posto della seconda si usa la "s" sonora (o dolce); ad es. mèso (o mèzo) per "mezzo", zèo per "zero".
Come precedentemente menzionato, la "s" dolce (es. roSa) può esser scritta con z o con s. In molti casi è indifferente (specie se tra due vocali): gese o geze (per "chiesa"), nose o noze (per noce). Si usa invece z in Speza, Lerze, Riomazoe per "Spezia", "Lerici", "Riomaggiore" e nei casi dove la S può generare fraintendimenti di pronuncia; ad es.: zünze (e non sünse) (giungere), ünze (e non ünse) (undici, o anche ungere).
La "o" può avere suono aperto, chiuso o turbato. In quest'ultimo caso ha una pronuncia intermedia tra la "o" e la "u" (ö).
In aggiunta lo spezzino ha il suono e il carattere ü come in francese o in tedesco: tüto (tutto), mücio (mucchio), grüpo (gruppo, nodo).
Tutti i rimanenti suoni si pronunciano e si scrivono come quelli italiani.
È tipico del dialetto spezzino l’uso di “da” con valore di stato in luogo. Tale uso è antichissimo, attestato già in Dante e Petrarca e anche letteratura precedente. Ad esempio: in dialetto spezzino “ci vediamo dal palazzetto” anziché in italiano “ci vediamo al palazzetto”

## Grammatica

### Articolo determinativo
L'articolo determinativo femminile è "a". Per sostantivi femminili e maschili comincianti per vocale si usa "l" (con apostrofo o senza, a seconda delle trascrizioni). 
L'articolo determinativo maschile "er" si usa di fronte a parole che iniziano per b, c (velare), f, g (velare), m, p, q, v. Per tutti gli altri sostantivi maschili si usa "o".
- er besogno (il bisogno)
- er caamà (il calamaio)
- er füme (il fumo)
- er gato (il gatto)
- er margon (il palombaro)
- er petene (il pettine)
- er quatro (il quattro)
- er vecio (il vecchio)

- l'ase (l'asino)
- l'èvo (l'uovo)
- l'ignoante (l'ignorante)
- l'oo (l'oro)
- l'ürtimo (l'ultimo)

- o dido (il dito)
- o lechezo (la leccornia)
- o negro (il nero)
- o rato (il ratto)
- o svao (il varo)
- o tranvai (il tranvai)
- o zeneo (il genero)

L'articolo per il plurale maschile è "i", mentre per il plurale femminile è "e" (i fanti, e done).

### Articolo indeterminativo
L'articolo indeterminativo singolare per i nomi che iniziano per consonante è "en/ 'n" al maschile e "üna" (spesso modificato in "' 'na") al femminile. Per i nomi che iniziano per vocale l'articolo indeterminativo è sempre " 'n" indipendentemente dal genere. Per il plurale si usano invece le forme partitive "de" e "di".
- 'n (én) gato (un gatto)
- 'na (na) dòna (una donna)
- 'n'agócia (un ago)

- la gh'è de dòne ch'i ciarlo (ci sono delle donne che chiacchierano)
- la gh'è di fanti ch'i zègo (ci sono dei bambini che giocano)

### Il sostantivo e i plurali
Come in italiano lo spezzino possiede entrambi i generi maschile e femminile.
Il plurale delle parole si forma proprio come in italiano tranne che per i termini terminanti in "-n" oppure con un accento tonico:
- er fante, i fanti (il ragazzo, i ragazzi) - er porco, i porchi (il maiale, i maiali)
- a nìssoa, e nìssoe (la lucciola, le lucciole)

- l'oà, e oà (l'orata, le orate)
- a man, e man (la mano, le mani)

I termini: porte (porta), sporte (sporta), torte (torta), gése (chiesa) hanno invece la forma singolare e plurale coincidente.

### Alterazione del sostantivo
| Accrescitivo       | Accrescitivo       | Dispregiativo    | Diminutivo              |
| ------------------ | ------------------ | ---------------- | ----------------------- |
| naso > nason       | naso > nason       | fegüa > fegüassa | fante > fantìn, fantéto |
| cornise > cornison | cornise > cornison | vento > ventasso | gorpe > gorpòto         |

### Aggettivi
Possessivi: me (mio/a..), te (tuo/a..), se (suo/a..), nostro/a/i/e (nostro/a..), vostro/a/e/i (vostro/a..), se (loro).
Dimostrativi: questo/ 'sto (questo), quelo/ quéo/ chéo (quello).
Numerali: ün, üna (uno, una), dói, dóa (due, esiste la versione maschile e femminile), trèi etc..
Aggettivi qualificativi (esempi): sgréso/ grébano (rozzo, grezzo), regagì/ alèsto (svelto, sveglio, pronto), tissigoso/ leteghin (litigoso, attaccabrighe), lengéo/ legéo (leggero), lüdro/ gióto (ghiotto), schifignoso (schifiltoso), sücido/ lédo/ sósso (sudicio, sporco), straco (stanco), servadego (selvatico), nostrado (nostrale), desàpito (insipido), apüto (piccante), sacagnà (aciaccato), cén (pieno), stróbedo (torbido), vèito (vuoto), cigà/ sivertà (piegato), bosàrdo (bugiardo), rédeno/ sténco (rigido, duro), sgonfio (gonfio, "sgonfio" è invece desgonfio).

### Pronomi
| Possessivi | Possessivi | Complemento diretto | Complemento diretto                                                              | Complemento indiretto | Complemento indiretto | Forma riflessiva | Forma riflessiva |
| ---------- | ---------- | ------------------- | -------------------------------------------------------------------------------- | --------------------- | --------------------- | ---------------- | ---------------- |
| mio        | méo        | mi                  | me                                                                               | mi                    | me                    | mi               | me               |
| tuo        | tóo        | ti                  | te                                                                               | ti                    | te                    | ti               | te               |
| suo        | sóo        | lo la               | er/ o/ lo/ l' (proclitico), -lo (enclitico) la/ l' (proclitico), -la (enclitico) | gli/ le               | ghe                   | si               | se               |
| nostro     | nostro     | ci                  | ne                                                                               | ci                    | ne                    | ci               | se               |
| vostro     | vostro     | vi                  | ve                                                                               | vi                    | ve                    | vi               | ve               |
| loro       | sóo        | li le               | i (proclitico, masch. e femm.), -li/-le (enclitico)                              | (a) loro              | ghe                   | si               | se               |

Esempi:
- lü i er/ lo fa (lui lo fa)
- lè o/ lo sà (lei lo sa)

Nota: l'utilizzo di er piuttosto che o come pronome proclitico (prima del verbo) dipende dalla lettera iniziale del verbo stesso e segue la stessa regola dell'articolo determinativo maschile. In alternativa si utilizza anche il pronome lo come in italiano.
- Pialo (prendilo)
- La l' abrassa (lo/ la abbraccia)

- I ne dan da mangiae (ci danno da mangiare)
- Bevali (bevili)
- I i mìa (li/ le guarda)

Interrogativi: chie? (chi?), cóse? (che cosa?, in questo caso la ó è chiusa).

### Preposizioni
Le preposizioni sono: de, a, da, en, con, sü, per, tra, 'nfra.
Da esse si formano le articolate:
|       | De       | A      | Da       | En            | Con       | Per        | Tra           | Fra               |
| ----- | -------- | ------ | -------- | ------------- | --------- | ---------- | ------------- | ----------------- |
| er /o | der/ do  | ar /ao | dar/ dao | ente'r/ ent'o | co'r/ coo | pe'r/ pe'o | tra 'r/ tra o | 'nfra 'r/ 'nfra o |
| a     | dea (da) | aa     | daa      | ent'a         | coa       | pe'a       | tra a         | 'nfra a           |
| l'    | del'     | al'    | dal'     | ente l'       | con l'    | pe' l'     | tra l'        | 'nfra l'          |
| i     | di       | ai     | dai      | ent'i         | co'i      | pe'i       | tra i         | 'nfra i           |
| e     | dee      | ae     | dae      | ent'e         | co'e      | pe'e       | tra e         | 'nfra e           |

Nota:  in spezzino la preposizione articolata "su + articolo" non si usa. Al suo posto si usano le equivalenti "ensimo a" e "sorve a".

## Piccolo dizionario di spezzino
Si riporta di seguito la traduzione in spezzino delle parole maggiormente usate nel linguaggio comune.
Nota: Per sost. m. si indica un sostantivo maschile, per sost. f. uno femminile (sarà inserita questa indicazione in particolare nei casi dove il genere del corrispettivo italiano sia diverso da quello del dialetto spezzino).
Come precedentemente menzionato, la "z" si legge come la S dolce di caSa, roSa. 
| 0  | zèo    | 12   | doze     | lünedì   | zenào    |
| 1  | ün     | 13   | tréze    | martedì  | frevào   |
| 2  | dói    | 14   | quatorze | marcordì | marso    |
| 3  | trèi   | 15   | chìnze   | zògia    | arvì     |
| 4  | quatro | 16   | séze     | vernardì | mazo     |
| 5  | sìnque | 17   | dezasète | sabo     | zügno    |
| 6  | sei    | 18   | dezòto   | domenega | lügio    |
| 7  | sete   | 19   | dezanève |          | agosto   |
| 8  | òto    | 20   | vìnti    |          | setenbre |
| 9  | nève   | 100  | sénto    |          | otobre   |
| 10 | déze   | 1000 | mile     |          | novenbre |
| 11 | ünze   |      |          |          | dezenbre |

I mestieri (mestéi) e altro: ghìfa (vigile urbano), barbéo (barbiere), massacàn/müadoe (muratore), caciadoe (cacciatore), pescadoe (pescatore), mèdego (medico), caobinéo/caruba (carabiniere), enzenéo (ingegnere), chègo (cuoco), canbeéo (cameriere), spessiào (speziale, farmacista), panetéo/fornào (panettiere), bancaà (falegname), marangon (carpentiere), camàlo (facchino/scaricatore di porto), bacàn/padron (padrone, imprenditore), maselào (macellaio), casàna (cliente), mandilào (borsaiolo), maìstro (maestro), strìa (strega).
Gli animali (animai/besti): cràva (capra), lévoa (lepre), bè (bue), àse (asino), léssoa (lucertola), ligaè/lighè (ramarro), conigio (coniglio), lövo/löo (lupo), pègoa (pecora), simia (scimmia), gaìna (gallina), rato penüo/parpagion (pipistrello), pito/bibìn (tacchino), ània (anatra), cròvo (corvo), pàssoa (passero), scossapigne (scoiattolo), singhiale (cinghiale), fuìn (sost. m., faina), bèloa (donnola),  lion (leone), carnàssa (medusa), grìtoa (sost. f., granchio), faólo (granchio favollo), cavaleto de mae (cavalluccio marino), brancüa (sost. f., paguro bernardo), ochin de mae/gabian (gabbiano), bagio/boda (rospo) zìn (riccio di mare). 
Gli insetti (enseti): tanàgia (scorpione), tanagion (cervo volante), formìgoa (formica), àvoa (ape), vèspoa (vespa), catainéta (cavalletta), barbàtoa (farfalla/falena), tanasìgia (forbicina), gavaron (calabrone), sinsàa (zanzara, le S sono tutte sorde), sìmesa (cimice), tavàn (tafano), libèrboa/cavaòci (libellula), nìssoa/lüssega (lucciola), gavarèla d'òo (cetonia aurata), bagon (scarafaggio), sétega (zecca), prüsa (pulce).
I pesci (pessi): oà (orata), lovasso (branzino), zigoèla (pesce donzella), sparlo (sarago sparaglione), sàago (sarago maggiore), ghigion (ghiozzo), babèca (bavosa), besügo (pagello occhione), ogià (occhiata), müzeno (muggine), sarpa (salpa), lasèrto (sgombro), tanüa (tanuta).
Le piante (ciante): resomaìn (rosmarino), cornabrügia (origano), erba persa/persega (maggiorana), erbo gianco (lavanda), arboèla (pioppo), pin (pino), òofogio/arfogio (alloro), sarbia (salvia), porséme (prezzemolo), basìrco (basilico), timoèo (timo), tàpano (cappero), safràn (zafferano), bòco (pruno), formenton (grano turco).
Le verdure (verdüe): gnìfra (carota), rava (rapa), còo (cavolo), süchèo/süchìn (sost. m., zucchina), sèleo (sedano), pomàta (sost. f. , pomodoro), süca (zucca), articiòco (carciofo), sitriè/coghèmeo (cetriolo), mainzana (melanzana), géda (bieta), sigola (cipolla), agio (aglio), gnifra (carota).
La frutta (früta): süca fetosa/patèca (anguria), siéza (ciliegia), pèrsego (sost. m., pesca), soséna (susina, prugna), figo (fico), arbicòcoa/balicòcoa (albicocca), morèo (sost. m., fragola), pomo (sost. m., mela), sitron (sost. m., arancia), péo (sost. m., pera), nose (noce), amàndoa (mandorla), nissèa (nocciola), niciolina (nocciolina), pistacio (pistacchio), pignèo (pinolo), armèla/ granèla (seme).
I funghi (fünzi): sèrvo (porcino), boìsena (mazza di tamburo), ciodìn (chiodino), fünzèle/rossine (colombine), gaginèi (galletti), còca (amanita cesarea), didèle (ditole), fünzo de pin (pinarolo), pradaèi (prataioli).
La pasta: ravièi (ravioli), tagiaìn (tagliolini/tagliatelle), gasse (farfalle), fidé/ fedì (spaghetti), fidelìn (capelli d'angelo), testaèi (testaroli), trofie (gnocchi).
Mangiare e altro: frissèi (frittele di forma quasi sferica,  dal genovese "friscêu"), mesc-ciüa (zuppa tipica a base di legumi), èio (olio), asé (aceto), méo (miele), sà (sost. f., sale), sgabei/morseléti (pezzi di impasto per pane fritti), muscoli cen (mitili ripieni, tipico piatto), cressente/levà (lievito), pasta e fasèi (pasta e fagioli), polente e còi (polenta e cavoli).
La famiglia (famigia): mae (pl. mae, madre), pae (pl. pai, padre), zìo/barba (zio), séa/làla (zia), frè (fratello), soèla (sorella), figio/a (figlio), nèssa (nipote femmina), névo (nipote maschio), cosìno (cugino), sèsoo (suocero, simile alla parola sésoo,  cece, che ha però accento diverso), nèa (nuora), zèneo (genero), petüsso (neonato), compae (padrino), comae (madrina), spavicio/ galante (fidanzato).
Le parti del corpo: ocio (occhio), masca (guancia), brasso (braccio), fantinéta/ lüminéo de l'ocio (pupilla), meninèo (mignolo), de l'anèo (anulare), do didào (medio, lett.te "del ditale"), leca mortào (indice, lett.te "lecca mortaio"), sàca peòci (pollice, lett.te "schiaccia pidocchi"), casseta (torace), zenocio (ginocchio), pé (piede), onbrissalo (ombelico), pansa (ventre), chèe (cuore), figaéto (fegato), pimon/pormon (polmone), paéta da sc-cena (scapola), sc-cena/schena (schiena), fì dea schena (colonna vertebrale, lett.te filo della schiena), scóso (grembo), fetón (piede grosso), pométi (zigomi), ganassa (mascella).
Le malattie (maotìe) e altro: fréve (febbre), voatìn (sost. m. pl., varicella), rafredoe/massüco (raffreddore), ràntega (raucedine), béssego (sost. m., tosse secca), angossa (nausea), caghéta (dissenteria), sgranfio (crampo), smangiansa (prurito) sc-ciopon (infarto e simili), pantàsso (fiatone), ciavèo (foruncolo), lepra (lebbra), cressentìn (singhiozzo), berlügon (capogiro), sèrpega (sost. f., arrossamento degli occhi).
I vestiti e accessori: (vestidi): camisa (camicia), magion (maglione), pelisson/magéta (maglia "della pelle"), braghe (pantaloni), bragoneti (pantaloncini), rebèca (cardigan), pendìn/aneléte (orecchini), pomèo (bottone), gasséta (asola del bottone), scapüsso (cappuccio), scosà (grembiule), berta/staca (tasca), giaché (sost. m., giacca), rèsta (collana).  
Oggetti di uso comune: sacanosi (spaccanoci), tesóe (forbici), picagéta (strofinaccio da cucina), tiabüsson (cavatappi), làpi (matita), cüciao (cucchiaio), cotèo (coltello), forcina (forchetta), tondo (piatto da portata), sperlünga (fiamminga da portata), tiàn (tegame), covèrcio (coperchio), pügnata (pentola di terracotta), gòto/bicéo (bicchiere), arbanèla (barattolo di vetro per conserve), bolàco (barattolo di latta), gondon (profilattico), ancüzena (incudine), faössa (falce), arelogio (orologio), tòa (tavola), toagìn (tovagliolo), saron (sega a due mani), tortaè (imbuto), specéti (occhiali, lett.nte specchietti), papèo (foglio), picosso (scure), cióna (pialla), cüna (culla), ghirindón (comodino), lenséo (lenzuolo), balon (pallone), brilèa (trottola, dal verbo "brilae": ruotare attorno ad un asse, avvolgere), armàio (armadio), sigào (sigaro, notare l'accento sulla "a"), ravàto (oggetto di scarsa qualità), ciavadüa (chiavatura, serratura), tiéto/càntoa (cassetto), scróssa/ometo (appendiabiti), gratóa (grattugia), gradizèla (griglia), zàta/ gamèla (scodella), tanca (tanica), spüncion (spuntone, ma anche spintone).
Luoghi (lèghi): gése (chiesa), stansia (stanza, camera da letto), quartéo (quartiere), ciassa (piazza), mercà (mercato), spedào (ospedale), mòo (molo), ostaìa (osteria) (come in genovese anche alla Spezia lègo, e in buona parte della Val di Magra lógo, significa anche bagno, cesso).
Avverbi ed espressioni avverbiali: chì (qui), aa marparà (alla malparata), fito (presto), de sprèssa (di fretta), de strangogion/strangosson (ingozzandosi, riferito al mangiare), de daré/aprèvo (dietro, appresso), drénto (dentro), de costa/a canto (accanto), da mezo/de tramèzo (in mezzo), daa lünte (da lontano), de lüngo (da tanto tempo), a bretio/a piéto/aa sanfassona (a casaccio), a renvèrsa (al contrario), a zinzin (sorseggiando), bocüdo (bocconi), anchè/òi /ogi (oggi), de sbiesso (di sbieco), aiéi (ieri), avantiéi (l'altroieri), volentéa (volentieri), en sà (in qua).
Verbi e locuzioni verbali: abalotoae (appallotolare), asconde/aciatae (nascondere), arìdesse (ridere), adormisse/ensochìsse (addormentarsi), badaciae (sbadigliare), besigiae/pünzeciae (punzecchiare), aragiasse/arabisse/enfotasse (arrabbiarsi), enbelinae (mettere qualcosa in un posto a caso), spüncionae (spintonare), stranüdae (starnutire), stremenae (seminare, perdere a giro), stragiae (far tracimare liquidi, sprecare), fasse 'na polada (fare un riposino), beciae (avere un atto sessuale, pomiciare), rancae (tirare, strappare), sbragiae (sbraitare), beletagae (solleticare), sghigiae (scivolare), assetasse (sedersi), racae/fae i gatin/caciae fèa (rimettere di stomaco), spatarae (spiaccicare), scafolae (calpestare), catae (comprare), cispae (rubare con destrezza), scorìe (rincorrere), ronpìe (rompere), caìe (cadere), lociae (oscillare, muoversi in alloggiamento) , sagagnae (malridurre), siolìe/ deslengoae (sciogliere), devertisse/ demoàsse (divertirsi, trastullarsi), assomiasse (sognarsi), encìe/ reencìe (riempire), bofae/ süssae (soffiare), polìe/ netezae (pulire), bate balengo/ smatezae (dar di matto), avéghe vogia/ cuè (avere voglia, desiderio), delamae (franare), svoae (volare), ragnae (ragliare, piangere dei bambini),  enbarlügae (abbagliare, accecare), sfrugognae (cercare insistentemente in una cavità, chiedere insistentemente), enpitàsse (strozzarsi, lett.te mangiare come un "pito", un tacchino), tramüdae (spostare, cambiare di posizione), fasse 'na polàda (fare una dormita, un riposino), scafolae (calpestare), sfrisae (sfiorare), sgranfignae (graffiare, sgraffignare).
Come si può notare dall'elenco: 
- il nesso re- sostituisce l'italiano ri-: repète (ripetere), refae (rifare) etc..
- il nesso des-/de- sostituisce l'italiano dis-/di-: desfae (disfare), descore (discorrere) etc...

Unità di misura: 'na brancà/ manà (una manciata), 'n bresenin/ pettin/ spìsso/ cicinìn (un poco), 'na slerfa/ slépa (una grossa fetta), 'n bogè/ 'na caterva/ 'na marea (in gran quantità), 'n tonèo/ chintào (una tonnellata, quintale), 'na ramà/ versa..d'aigöa (una scrosciata di pioggia), 'na stissa (una goccia), 'na còrba (una cesta).
Insulti e parolacce (ensürti): semo/ benè/ belighè/ tarlüco/ besügo/ ghigion/ tanàca/ sandron/ tananón/ tordèo/ tanbüo/ sonà/ tronà/ abelinà (scemo, deficiente), strepacoge (rompiscatole, lett.te strappa-balle), galüsso (pezzo di..), cüo/panéo/ocio strobedo (sedere), belin/casso (pene), mössa/guèrsa/petera (vulva), bulìcio (omosessuale), trogia/bagassa (meretrice), pìtima (persona petulante), ciatèla (piattola, persona fastidiosa), ravàto (persona di scarse abilità), legéa/legéra (persona poco affidabile), sc-cena drita (o de vedro) (scansafatiche), gàgio/gagistron/babanàsso (ingenuo).

## Il verbo (le declinazioni)
Le declinazioni verbali in dialetto spezzino derivano principalmente da quelle del genovese (pur essendo presenti anche tratti tipici lunigianesi). A differenza di quest'ultimo però si hanno suoni più aperti (es. è al posto di êu).
Si ha inoltre la ripetizione del soggetto mediante alcune particelle proclitiche (fenomeno presente in molti dialetti come ad esempio quelli emiliani, ma anche nel genovese). Esse sono:
- a per la prima persona singolare
- te per la seconda persona singolare
- i / la per la terza persona singolare (a seconda che il soggetto sia maschile o femminile/neutro)
- a per la prima persona plurale
- a per la seconda persona plurale
- i per la terza persona plurale

Qualora nella frase vi sia un avverbio di negazione o un pronome (oggetto, riflessivo etc..) esso viene posto tra la particella e il verbo.
Esempi: i se pìa ([lui] si prende), la n'è cossì fürba ([lei] non è così furba), a me dé mente ([voi] mi date retta).

### Modo indicativo presente
|                         |         | verbo: èsse (essere) | verbo: avée (avere) (forma possessiva/ ausiliare) | verbo: avée (avere) (forma possessiva/ ausiliare) | verbo: avée (avere) (forma possessiva/ ausiliare) |
| soggetto                | partic. |                      | soggetto                                          | partic.                                           |                                                   |
| ----------------------- | ------- | -------------------- | ------------------------------------------------- | ------------------------------------------------- | ------------------------------------------------- |
| me                      | a       | son                  | me                                                | a                                                 | g'ho/ ho                                          |
| te                      | t'      | èi                   | te                                                | te                                                | gh'è/ è                                           |
| lü (masch.)/ lè (femm.) | i/ l'   | è                    | lü (masch.)/ lè (femm.)                           | i/ la                                             | g'ha/ ha                                          |
| noi                     | a       | semo                 | noi                                               | a                                                 | g'avémo/ avémo                                    |
| voi                     | a       | sé                   | voi                                               | a                                                 | g'avé/ avé                                        |
| lóo                     | i       | en                   | lóo                                               | i                                                 | g'han/ han                                        |

Nota: per la forma possessiva nella declinazione del verbo avée, in tutta la zona della provincia viene spesso aggiunta la particella ghe (troncata in gh') corrispondente alla particella ci in italiano. Es: me a g'ho (o anche gh'ho) corrisponde all'italiano io c'ho.
|                         |         | mangiae (mangiare) | vede (vedere) | sentìe (sentire) | fenìe (finire) |
| soggetto                | partic. |                    |               |                  |                |
| ----------------------- | ------- | ------------------ | ------------- | ---------------- | -------------- |
| me                      | a       | mangio             | vedo          | sento            | fenisso        |
| te                      | te      | mangi              | vedi          | senti            | fenissi        |
| lü (masch.)/ lè (femm.) | i/ la   | mangia             | veda          | senta            | fenissa        |
| noi                     | a       | mangémo            | vedémo        | sentìmo          | fenìmo         |
| voi                     | a       | mangé              | vedé          | sentì            | fenì           |
| lóo                     | i       | mangio             | vedo          | sento            | fenisso        |

|                         |         | fae (fare) | dae (dare) | andae (andare) | vorée (volere) | podée (potere) | savée (sapere) | dìe (dire) | stae (stare) |
| soggetto                | partic. |            |            |                |                |                |                |            |              |
| ----------------------- | ------- | ---------- | ---------- | -------------- | -------------- | -------------- | -------------- | ---------- | ------------ |
| me                      | a       | fago       | dago       | vago           | vogio-vòi      | posso          | sò             | digo       | stago        |
| te                      | te      | fè         | dè         | vè             | vè             | pè             | sè             | disi       | stè          |
| lü (masch.)/ lè (femm.) | i/ la   | fa         | da         | va             | vè             | pè             | sa             | disa       | stà          |
| noi                     | a       | femo       | démo       | andémo         | vorémo         | podémo         | savémo         | disémo     | stémo        |
| voi                     | a       | fé         | dé         | andé           | voré           | podé           | savé           | disé       | sté          |
| lóo                     | i       | fan        | dan        | van            | vèno           | pèno           | san            | diso       | stan         |

Inoltre si possono considerare "alterati" nella loro coniugazione i seguenti verbi:
|                         |         | moìe (morire) | trovae (trovare) | crovìe (coprire) | zügae (giocare) | provae (provare) | sarae (chiudere) |
| soggetto                | partic. |               |                  |                  |                 |                  |                  |
| ----------------------- | ------- | ------------- | ---------------- | ---------------- | --------------- | ---------------- | ---------------- |
| me                      | a       | mèo           | trèvo            | crèvo            | zègo            | prèvo            | sèro             |
| te                      | te      | mèi           | trèvi            | crèvi            | zèghi           | prèvi            | sèri             |
| lü (masch.)/ lè (femm.) | i/ la   | mèa           | trèva            | crèva            | zèga            | prèva            | sèra             |
| noi                     | a       | moìmo         | trovémo          | crovìmo          | züghèmo         | provémo          | sarémo           |
| voi                     | a       | moì           | trové            | crovì            | züghé           | prové            | saré             |
| lóo                     | i       | mèo           | trèvo            | crèvo            | zègo            | prèvo            | sèro             |

Vi sono poi le forme impersonali (come i verbi meteorologici) che prendono la particella proclitica del caso femminile: la gh'è (c'è/ ci sono), la cèva (piove), la néva (nevica), la grànzoa (grandina, granzèa infatti è la grandine in spezzino) etc..
Solito fenomeno si osserva per le locuzioni verbali come: l'è sèrto (è certo), l'è ben (è bene), l'è mèi (è meglio) etc...

### Modo indicativo imperfetto
|                         |         | verbo: èsse (essere) | verbo: avée (avere) (forma possessiva/ ausiliare) | verbo: avée (avere) (forma possessiva/ ausiliare) | verbo: avée (avere) (forma possessiva/ ausiliare) |
| soggetto                | partic. |                      | soggetto                                          | partic.                                           |                                                   |
| ----------------------- | ------- | -------------------- | ------------------------------------------------- | ------------------------------------------------- | ------------------------------------------------- |
| me                      | a       | éo                   | me                                                | a                                                 | g'avevo/ avevo                                    |
| te                      | t'      | éi                   | te                                                | te                                                | g'avevi/ avevi                                    |
| lü (masch.)/ lè (femm.) | i/ l'   | éa                   | lü (masch.)/ lè (femm.)                           | i/ la                                             | g'aveva/ aveva                                    |
| noi                     | a       | évimo-éimo           | noi                                               | a                                                 | g'avévimo/ avévimo                                |
| voi                     | a       | évi-éi               | voi                                               | a                                                 | g'avevi/ avevi                                    |
| lóo                     | i       | éo                   | lóo                                               | i                                                 | g'avevo/ avevo                                    |

|                         |         | mangiae (mangiare) | vede (vedere) | sentìe (sentire) |
| soggetto                | partic. |                    |               |                  |
| ----------------------- | ------- | ------------------ | ------------- | ---------------- |
| me                      | a       | mangiavo           | vedevo        | sentivo          |
| te                      | te      | mangiavi           | vedevi        | sentivi          |
| lü (masch.)/ lè (femm.) | i/ la   | mangiava           | vedeva        | sentiva          |
| noi                     | a       | mangiàvimo         | vedévimo      | sentìvimo        |
| voi                     | a       | mangiavi           | vedevi        | sentivi          |
| lóo                     | i       | mangiavo           | vedevo        | sentivo          |

### Modo indicativo futuro
|                         |         | verbo: èsse (essere) | verbo: avée (avere) (forma possessiva/ ausiliare) | verbo: avée (avere) (forma possessiva/ ausiliare) | verbo: avée (avere) (forma possessiva/ ausiliare) |
| soggetto                | partic. |                      | soggetto                                          | partic.                                           |                                                   |
| ----------------------- | ------- | -------------------- | ------------------------------------------------- | ------------------------------------------------- | ------------------------------------------------- |
| me                      | a       | saiò - saò           | me                                                | a                                                 | gh'aveò/ aveò                                     |
| te                      | te      | saiè - saè           | te                                                | te                                                | gh'aveè/ aveè                                     |
| lü (masch.)/ lè (femm.) | i/ la   | saà                  | lü (masch.)/ lè (femm.)                           | i/ la                                             | g'aveà/ aveà                                      |
| noi                     | a       | saiémo -saémo        | noi                                               | a                                                 | g'aveémo/ aveémo                                  |
| voi                     | a       | saié - saé           | voi                                               | a                                                 | g'aveé/ aveé                                      |
| lóo                     | i       | saàn                 | lóo                                               | i                                                 | g'aveàn/ aveàn                                    |

|                         |         | mangiae (mangiare) | vede (vedere) | sentìe (sentire) |
| soggetto                | partic. |                    |               |                  |
| ----------------------- | ------- | ------------------ | ------------- | ---------------- |
| me                      | a       | mangeò             | vedeò         | sentiò           |
| te                      | te      | mangeè             | vedeè         | sentiè           |
| lü (masch.)/ lè (femm.) | i/ la   | mangeà             | vedeà         | sentià           |
| noi                     | a       | mangeémo           | vedeémo       | sentiémo         |
| voi                     | a       | mangeé             | vedeé         | sentié           |
| lóo                     | i       | mangeàn            | vedeàn        | sentiàn          |

### Modo congiuntivo presente
|                         |         | verbo: èsse (essere) | verbo: avée (avere) (forma possessiva/ ausiliare) | verbo: avée (avere) (forma possessiva/ ausiliare) | verbo: avée (avere) (forma possessiva/ ausiliare) |
| soggetto                | partic. |                      | soggetto                                          | partic.                                           |                                                   |
| ----------------------- | ------- | -------------------- | ------------------------------------------------- | ------------------------------------------------- | ------------------------------------------------- |
| me                      | a       | sìo                  | me                                                | a                                                 | g'agio/ agio                                      |
| te                      | te      | sìi                  | te                                                | te                                                | g'agi/ agi                                        |
| lü (masch.)/ lè (femm.) | i/ la   | sìa/ sìgia           | lü (masch.)/ lè (femm.)                           | i/ la                                             | g'agia/ agia                                      |
| noi                     | a       | siìmo                | noi                                               | a                                                 | g'àgimo/ àgimo                                    |
| voi                     | a       | sìi                  | voi                                               | a                                                 | g'agi/ agi                                        |
| lóo                     | i       | sìo                  | lóo                                               | i                                                 | g'agio/ agio                                      |

Nota: Modo congiuntivo presente verbi regolari: la declinazione è uguale al MODO INDICATIVO PRESENTE (vedi sopra)
|                         |         | fae (fare) | dae (dare) | andae (andare) | vorée (volere) | podée (potere) | savée (sapere) | dìe (dire)      | stae (stare) |
| soggetto                | partic. |            |            |                |                |                |                |                 |              |
| ----------------------- | ------- | ---------- | ---------- | -------------- | -------------- | -------------- | -------------- | --------------- | ------------ |
| me                      | a       | fago       | dago       | vago           | vogio          | posso          | sàcio          | digo            | stago        |
| te                      | te      | faghi      | daghi      | vaghi          | vogi           | possi          | sàci           | dighi           | staghi       |
| lü (masch.)/ lè (femm.) | i/ la   | faga       | daga       | vaga           | vogia          | possa          | sàcia          | diga            | stàga        |
| noi                     | a       | fàghimo    | dàghimo    | andémo         | vorémo         | podémo         | savémo         | disémo/ dighimo | stàghimo     |
| voi                     | a       | faghi      | daghi      | andé           | voré           | podé           | savé           | disé/ dighi     | staghi       |
| lóo                     | i       | fago       | dago       | vago           | vogio          | posso          | sàcio          | digo            | stago        |

### Modo congiuntivo imperfetto
|                         |         | verbo: èsse (essere) | verbo: avée (avere) (forma possessiva/ ausiliare) | verbo: avée (avere) (forma possessiva/ ausiliare) | verbo: avée (avere) (forma possessiva/ ausiliare) |
| soggetto                | partic. |                      | soggetto                                          | partic.                                           |                                                   |
| ----------------------- | ------- | -------------------- | ------------------------------------------------- | ------------------------------------------------- | ------------------------------------------------- |
| me                      | a       | füsse                | me                                                | a                                                 | g'avesse/ avesse                                  |
| te                      | te      | füssi                | te                                                | te                                                | g'avessi/ avessi                                  |
| lü (masch.)/ lè (femm.) | i/ la   | füsse                | lü (masch.)/ lè (femm.)                           | i/ la                                             | g'avesse/ avesse                                  |
| noi                     | a       | füssimo              | noi                                               | a                                                 | g'àvessimo/ àvessimo                              |
| voi                     | a       | füssi                | voi                                               | a                                                 | g'avessi/ avessi                                  |
| lóo                     | i       | füsso                | lóo                                               | i                                                 | g'avesso/ avesso                                  |

|                         |         | mangiae (mangiare) | vede (vedere) | sentìe (sentire) |
| soggetto                | partic. |                    |               |                  |
| ----------------------- | ------- | ------------------ | ------------- | ---------------- |
| me                      | a       | mangiasse          | vedesse       | sentisse         |
| te                      | te      | mangiassi          | vedessi       | sentissi         |
| lü (masch.)/ lè (femm.) | i/ la   | mangiasse          | vedesse       | sentisse         |
| noi                     | a       | mangiassimo        | vedessimo     | sentissimo       |
| voi                     | a       | mangiassi          | vedessi       | sentissi         |
| lóo                     | i       | mangiasso          | vedesso       | sentisso         |

### Modo condizionale presente
|                         |         | verbo: èsse (essere) | verbo: avée (avere) (forma possessiva/ ausiliare) | verbo: avée (avere) (forma possessiva/ ausiliare) | verbo: avée (avere) (forma possessiva/ ausiliare) |
| soggetto                | partic. |                      | soggetto                                          | partic.                                           |                                                   |
| ----------------------- | ------- | -------------------- | ------------------------------------------------- | ------------------------------------------------- | ------------------------------------------------- |
| me                      | a       | saài                 | me                                                | a                                                 | g'aveài/ aveài                                    |
| te                      | te      | saéssi               | te                                                | te                                                | g'aveéssi/ aveéssi                                |
| lü (masch.)/ lè (femm.) | i/ la   | saài - saésse        | lü (masch.)/ lè (femm.)                           | i/ la                                             | g'aveài/ aveài - aveésse                          |
| noi                     | a       | saéssimo             | noi                                               | a                                                 | g'àveéssimo/ àveéssimo                            |
| voi                     | a       | saéssi               | voi                                               | a                                                 | g'aveéssi/ aveéssi                                |
| lóo                     | i       | saésso               | lóo                                               | i                                                 | g'aveào/ aveào - aveésso                          |

|                         |         | mangiae (mangiare)  | vede (vedere)     | sentìe (sentire)    |
| soggetto                | partic. |                     |                   |                     |
| ----------------------- | ------- | ------------------- | ----------------- | ------------------- |
| me                      | a       | mangeài - mangeéssi | vedeài - vedeéssi | sentiài - sentiéssi |
| te                      | te      | mangeéssi           | vedeéssi          | sentiéssi           |
| lü (masch.)/ lè (femm.) | i/ la   | mangeài - mangeésse | vedeài - vedeésse | sentiài - sentiésse |
| noi                     | a       | mangeéssimo         | vedeéssimo        | sentiéssimo         |
| voi                     | a       | mangeéssi           | vedeéssi          | sentiéssi           |
| lóo                     | i       | mangeào - mangeésso | vedeào - vedeésso | sentiào - sentiésso |

Nota: come si evince dalle tabelle per la prima persona singolare e la terza persona singolare e plurale vi sono più modi di declinazione del verbo (separati dal tratto -), in particolare questi ultimi sono considerati la versione più moderna.

### Modo participio

#### Passato
| mangiae (mangiare) | beve (bere) | sentìe (sentire) |
| ------------------ | ----------- | ---------------- |
| mangià             | bevü        | sentì            |

NOTA: i participi passato regolari sono uguali per tutti i soggetti verbali, per cui ad esempio sortì significa: uscito, uscita, usciti, uscite.
Vi sono poi i participi passato irregolari come: ascoso -a/i/e (da asconde, nascondere), cèvito (piovuto), vorsü/ vorü (da vorée, volere), saciü/ savü (da savée, sapere), parsü (parso), varsü (valso) e i classici fato -a/i/e, visto -a/i/e... .

### Modo gerundio
Presente
| mangiae (mangiare) | beve (bere) | sentìe (sentire) |
| ------------------ | ----------- | ---------------- |
| mangiando          | bevendo     | sentìndo         |

In spezzino al posto del gerundio si usano prevalentemente le espressioni: "con de+ infinito" (es. con de dìe, dicendo) oppure "ent'o/ ent'er+infinito" (es. ent'o sentìe, ent'er miae, sentendo, guardando).

## I dialetti limitrofi della costa Occidentale: da Marola alle Grazie
I dialetti da Marola (Maòla o Moòla) fino alle Grazie (Rìa) sono influenzati maggiormente dal genovese e hanno caratteristiche molto simili tra loro (pur essendo sotto il comune di Portovenere i dialetti di Fezzano e delle Grazie presentano fenomeni linguistici pressoché identici al "marolino" e al "cadamoto").

### Differenze principali con lo spezzino

#### Articolo determinativo maschile
In queste zone l'articolo determinativo maschile è "O" (pronuncia chiusa), a differenza dello spezzino che invece presenta il doppio articolo "ER/ O".
Esempi:
- Costa Occidentale: O can (il cane), O giasso (il ghiaccio), O spìgo (lo spicchio), O vin (il vino) etc..
- Spezzino: ER can (il cane), O giasso (il ghiaccio), O spìgo (lo spicchio), ER vin (il vino) etc..

#### Infinito dei verbi
L'infinito della prima e terza declinazione è troncato all'ultima vocale tonica rispetto allo spezzino.
Esempi:
- Costa Occidentale: andà (andare), stranüdà (starnutire), vegnì (venire), caì (cadere) etc..
- Spezzino: andae (andare), stranüdae (starnutire), vegnìe (venire), caìe (cadere) etc..

#### Participio passato dei verbi
A differenza dello spezzino i participi passati regolari presentano sempre anche genere e numero.
Esempi:
- Costa Occidentale: andào/ andàa/ andài/ andàe (andato/ andata..), vegnüo/ vegnüa/ vegnüi/ vegnüe (venuto/ venuta..) etc..
- Spezzino: andà (andato, andata..), vegnü (venuto/ venuta..) etc..

#### Particelle proclitiche
Per la terza persona singolare cambia la particella proclitica. Esse diventano per il maschile O davanti a consonante oppure O L' davanti a vocale e per il femminile (e neutro) A davanti a consonante oppure A L' davanti a vocale. Inoltre si registra I L' davanti a vocale per la terza persona plurale:
Esempi:
- Costa Occidentale: o l'ariva  (lui arriva), o sà (lui sa), a l'abrassa  (lei abbraccia), a svóa (lei vola), a cèva (piove), a gh'è (c'è),  i l'en (essi sono), i l'arivo (essi arrivano) etc..
- Spezzino: i ariva  (lui arriva), i sà (lui sa), l'abrassa  (lei abbraccia), la svóa (lei vola), la cèva (piove), la gh'è (c'è),  i en (essi sono), i arivo (essi arrivano) etc..etc..

#### Troncamento delle parole
Si assiste all'elisione, ossia eliminazione dell'ultima vocale, quando preceduta da vocale tonica.
Esempi:
- Costa Occidentale: raviè (raviolo), frissè (frittella), mà (male o mare), canà (canale), mesté (mestiere), odó (odore), zenà (gennaio) etc..
- Spezzino: ravièo (raviolo), frissèo (frittella), mao (male), mae (mare), canào (canale), mestéo (mestiere), odoe (odore), zenào (gennaio) etc..

Tali parole rimangono inoltre invariate al singolare e plurale: raviè (raviolo o ravioli), amó (amore o amori) etc..
A Marola fino alla fine del secolo XIX si registrava la "R" intervocalica: amore, onore, ara (alla), tuttavia questo tratto è andato via via perdendosi.

#### Pronomi

##### Personali
I pronomi personali di prima e seconda persona (singolare e plurale) variano nel seguente modo: mi (io), ti (tu), niatri (noialtri), viatri (voialtri) ("altro" in queste zone si dice infatti àtro come in genovese a differenza dello spezzino aötro/ autro). 
Esempi:
- Costa Occidentale: mi a ne lo so (io non lo so), ti te vè beve (tu vuoi bere), niatri a semo de Cadamà (noialtri siamo di Cadimare).
- Spezzino: me a ne lo so (io non lo so), te te vè beve (tu vuoi bere), noiaötri a semo de Cadamà (noialtri siamo di Cadimare).

##### Proclitici
I pronomi di complemento diretto proclitici (ossia in funzione di oggetto e che vengono posti prima del verbo) sono essenzialmente come in italiano: lo (o), la (a), li (i), le (e).
Esempi:
Te lo (o) vè (lo vuoi), ve li (i) dago (ve li do) etc...
A Marola fino alla fine del secolo XIX si registrava il pronome arcaico "GI" in funzione di li, le complemento (diffuso tuttora in val di Magra). Tuttavia anche questo tratto è andato scomparendo. Esempio: piagi (prendili/ prendile) etc..

## Favole e poesie
Esistono alcune favole tipiche in spezzino. Iniziano spesso con la formula
Dónca, cos'a a voré 'n veità, na vota la gh'ea...
(Dunque, che volete [che vi dica] in verità, una volta c'era...) e si chiudono a volte con
Foa 'n sa, foa 'n là,
A me foa la se 'n è andà.
(Favola in qua, favola in là,/ la mia favola se n'è andata.)
Dopo il lieto fine, invece, la formula di chiusura è diversa:
I feno 'n beo pranso grande e grosso,
Me a eo sotto a toa e i m'han cacià n' osso
Ch'i m'è arestà zü per er canoosso.
Toca un po' chi com'a gh'ho grosso!
(Fecero un pranzo grande e grosso/io ero sotto la tavola e mi hanno tirato un osso/ che mi è rimasto giù per la gola/ tocca un po' qui come è grosso!) Finita l'ultima frase il narratore spinge la lingua contro la guancia in modo da creare un rigonfiamento e il bambino che ascolta fa per toccarlo, come la mano è abbastanza vicina il narratore finge di mangiargli le dita e dice "ham!"

### A veceta e a bereta
"La vecchietta e il berretto" è una storiella, impostata come un esercizio mnemonico, che ripercorre tutti gli elementi necessari per fare il pane. Il Mazzini la definisce come la più tipica e originale del repertorio spezzino.
Una vecchietta prende il berretto del narratore/protagonista e dice "A te dago a bereta, se te me dè de pan." (ti do il berretto se mi dai del pane). Ma il forno non ha pane e si percorrono a ritroso tutti i passaggi della produzione: prima in cerca della pasta, poi della faìna (farina), il gran (grano), a grassina (concime), le giande (ghiande), o sèro (cerro), il vento, er mae (mare). E poi, ottenuto il vento dal mare, di nuovo tutti i passaggi sino al forno. Finisce con lo scambio: il pane alla veceta e il berretto al proprietario.

### A foa dee trei gainete
"La favola delle tre gallinette" ricorda nella sua seconda parte quella dei tre porcellini, con varianti piuttosto "pulp".
Tre gallinette (Giancheta, Rosseta, Negreta) assaggiano troppo spesso il riso che stanno cucinando sino a mangiarlo tutto. Preoccupate della reazione del padre decidono di lasciargli una zuppa e di andare in giro per il mondo. Dopo un'estenuante camminata vengono sorprese dalla pioggia e si mettono a piangere. Ma ecco che arriva un gallo, che decide di aiutarle costruendo per loro una casa. Ma Giancheta entra per vedere come ci si sta e si trova così bene che non apre più alle sorelle. Di nuovo pianti. Ma arriva un altro gallo che fa una nuova casa. Questa volta è Rosseta che lascia fuori l'ultima sorella. Ancora pianti e ancora un gallo che costruisce la terza casa, più solida, e anche Negreta è sistemata. Ecco che passa o luvo (il lupo), si ferma dalla prima casa, bussa e si presenta come il padre. Ma la gallina capisce subito l'inganno e non apre. O luvo minaccia di demolire la casa con un peto; la gallina è incredula "Mah, se t'èi bon, falo!" (Se sei capace, fallo!). E il lupo lo fa e se la mangia. Stessa sorte per la seconda gaineta.  Alla terza, come o luvo minaccia la distruzione della casetta col suo originale metodo, la gallina Negreta mette un chiodo bello lungo ad arroventare sul fuoco e prende tempo "Spèta 'n momento che t'a rèvo" (Aspetta un momento che ti apro). Poi si avvicina alla porta e trova il lupo che ha sovrapposto il suo orifizio al buco della serratura. Allora ci infila il chiodo e lo ammazza, poi esce, apre il lupo, ne estrae le due sorelle e le accoglie a vivere con sé.
I feno 'n beo pranso grande e grosso... ecc.
Lerze (Lerici) (la z è viene pronunciata come una S sonora)
Una filastrocca cantata dai nonni di Lerici (il cui dialetto, come si nota, si discosta per alcuni tratti da quello della Spezia):
"La me l'ha cuntà me nono en te 'na giornà de soe, asetà 'nte 'na panchina a redosso de'r muagion;
dopo avè cargà a se pipa, aveghe ato doe tià, m'ha mià drito n'ti oci e così gi ha 'ncomensà:
-o me Lerze te sen belo con a luna e quei puntin, te me pai 'na perla véa tempestà de diamantin!!!
con 'r soe e o te castelo te me fè restà encantà, o me Lerze te sen belo, te me pai 'na rarietà!!!"
Me l'ha raccontata mio nonno in una giornata di sole, seduto su una panchina a ridosso del muraglione (muro);
dopo aver caricato la sua pipa, avergli dato due tirate, mi ha guardato dritto negli occhi e così ha cominciato:
O mia Lerici sei bella con la luna e qui puntini (stelle), mi sembri una perla vera (vea) tempestata di diamantini!!!
con il sole il tuo castello mi fa rimanere incantato, o mia Lerici sei bella, mi sembri (pai=sembri) una rarietà!!!

## Scioglilingua (desbrogia léngoa)
- Aiei i éa èio, òi i è òo (Ieri era olio, oggi è oro - Nota: la frase non contiene neanche una consonante)
- A t'ho ito oto èti de totaneti, tüti tagià a tocheti (Ti ho detto otto etti di totanetti, tutti tagliati a pezzetti)
- Bonaséa, séa. La m'ha dito a séa s'a ghe 'npresté en po' de séa che la passeà staséa a redarve a séa. Bonaséa, séa. (Buonasera, zia. Mi ha detto la zia se le prestate un po' di cera, che ripasserà stasera a ridarvi la cera.  Buonasera, zia).
- Pia 'n po' 'n pan! (Prendi un po' una pagnotta!)
- Te chini chì o te chini ciü 'n là? (Scendi qui o scendi più avanti?)
- Me a chino chì che g'ho da catae i cüciaìn (Scendo qui perché devo comprare i cucchiaini)
- Se sa assè se a sà l'è assè per saàe a saösissa (Non si sa se il sale è abbastanza per salare la salsiccia - Nota: "sale" in spezzino si dice "sà" al femminile). (Assè vuol dire assai ed è utilizzato anche antifrasticamente, ossia in senso opposto, con il significato di abbastanza).

## Proverbi e modi di dire
- Ai cativi mainài tüti i venti i en contrai (Per i cattivi marinai, tutti i venti sono contrari)
- Ai cüiosi se ghe strina 'r cüo. (Ad esser curiosi ci si può scottare il culo)
- A tüto la gh'è remedio, fèa che a l'osso der colo (A tutto c'è rimedio, tranne all'osso del collo, alla morte)
- Beati i ürtimi se i primi i g'han discression. (Beati gli ultimi... se i primi sono educati)
- Bela come er cüo dea padela (Bella come il cul della padella)
- Chi pè pè, chi ne pè va a pé (chi può può, chi non può si arrangia)
- Chi prometa e che n'atenda, a cà do diao se ghe stenda (Chi promette e non mantiene, a casa del diavolo vi si distenda)
- Da 'n pin ne ghe nassa en castagno  (Da un pino non nasce un castagno)
- En po' pe' ün, ne fa mao a nissün (Un po' per uno non fa male a nessuno)
- Er merlo ch'i disa a'r crovo: -come t'èi negro!- (Il merlo che dice al corvo:-come sei nero!-)
- Er porco i dà de'r porco ai aötri perché i è lü. (Chi ha la coscienza sporca accusa gli altri)
- Fin che i sassi i van a fondo, la ghe 'n saàn de semi ar mondo (finché i sassi vanno a fondo, ce ne saranno scemi al mondo)
- L'è come picae ün che caga (è come picchiare uno che sta facendo i suoi bisogni)
- Morto 'n papa, se fa 'n papa e 'n cardinale. (Morto un papa, si fa un papa... e un cardinale)
- 'Na pissada sensa peto, l'è come 'n violin sensa archeto (una pisciata senza peto, è come un violino senza archetto)
- 'Nta  padela e sime di bochi i pao torte (lett.: Nella padella le cime dei rovi sembrano torta.)
- Se ne ghe n'è, la ne se 'n spenda (Se non ce n'è non se ne spende: si dice dei soldi o dell'intelligenza)
- Esse come er can do Lecia, ch' i lo pìa ent'er cüo e poi i disa ch'i becia (è come il cane del Leccia, che lo prende nel sedere e poi dice di fare sesso; si dice alle persone che si danno tante arie ingigantendo le proprie "dis-avventure").
- "E chi t'èi, er mostro de Pitèi?" ("E chi sei, il mostro di Pitelli?", dicesi sempre a coloro che raccontano le proprie avventure in modo fantasioso mettendosi in mostra).
- Esse cén de venti (lett. essere pieno di venti, ossia darsi delle arie).
- A te dago 'n mascon/ sc-ciafo/ tafón cossì forte che a müagia la te 'n tìa n'aötro (ti do uno schiaffo così forte che il muro te ne dà un altro).
- Vegnìe ae cürte  (tagliar corto).
- I è caìto ent'er canao e i ne s'è fato manco mao (è caduto nel canale e non si è fatto manco male).
- Mìa ch'i te mìo (guarda che ti guardano).
- Amigo o nemigo, china zü dar pé de figo (amico o nemico, scendi giù dalla pianta del fico).
- Poss'ti èsse anca da nasse (possa tu essere ancora da nascere; notare che il "poss'ti" è equivalente al romano "te possino").